# Біла (притока Дунайця)
Біла (Бяла, пол. Biała · Biała dunajcowa) — гірська річка в Польщі, у Горлицькому, Новосондецькому й Тарнавському повіті Малопольського воєводства. Права притока р. Дунаєць, (басейн Балтійського моря).

## Опис
Довжина річки 101,8 км, площа басейну водозбору 983,3 км².[джерело?] Найкоротша відстань між витоком і гирлом — 68,91 км, коефіцієнт звивистості — 0,11. Формується притоками, багатьма безіменними струмками та частково каналізована.

## Розташування
Бере початок на південний захід від села Висова Здруй на висоті 755 м над рівнем моря (гміна Устя Горлицьке, Лемківщина). Тече переважно на північний захід через село Ізби і в селі Біла впадає в річку Дунаєць, праву притоку р. Вісла.
Основні населені пункти вздовж річки: Грибів, Струже, Ценжковіци, Громник, Тухув, Плесьна, Тарнів.

## Притоки
- Чертижнянка, Ставишанка, Чорна, Судол, Гродкувка, Вискітнянка, Польнянка, Стружнянка, Бесьнянка, Острушанка, Жеп'янка, Ростувка, Шведка, Вонток, Старий Вонток (праві); Баницький Потік, Чирнянка, Мостиша, Бінчарівка, Ясенянка, Бжанка, Ястшембянка (ліві)[1]

## Галерея

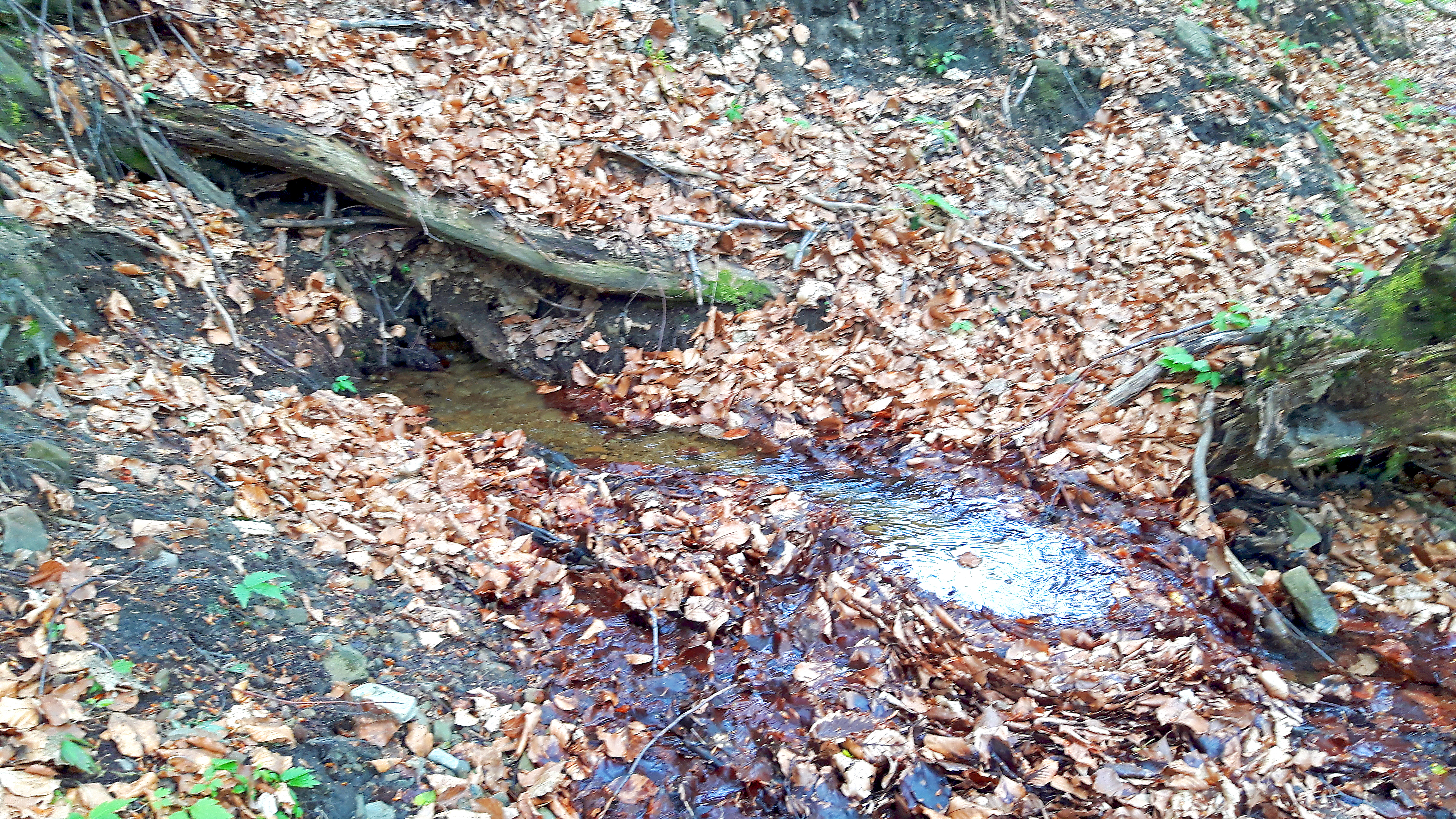
Гирло Білої
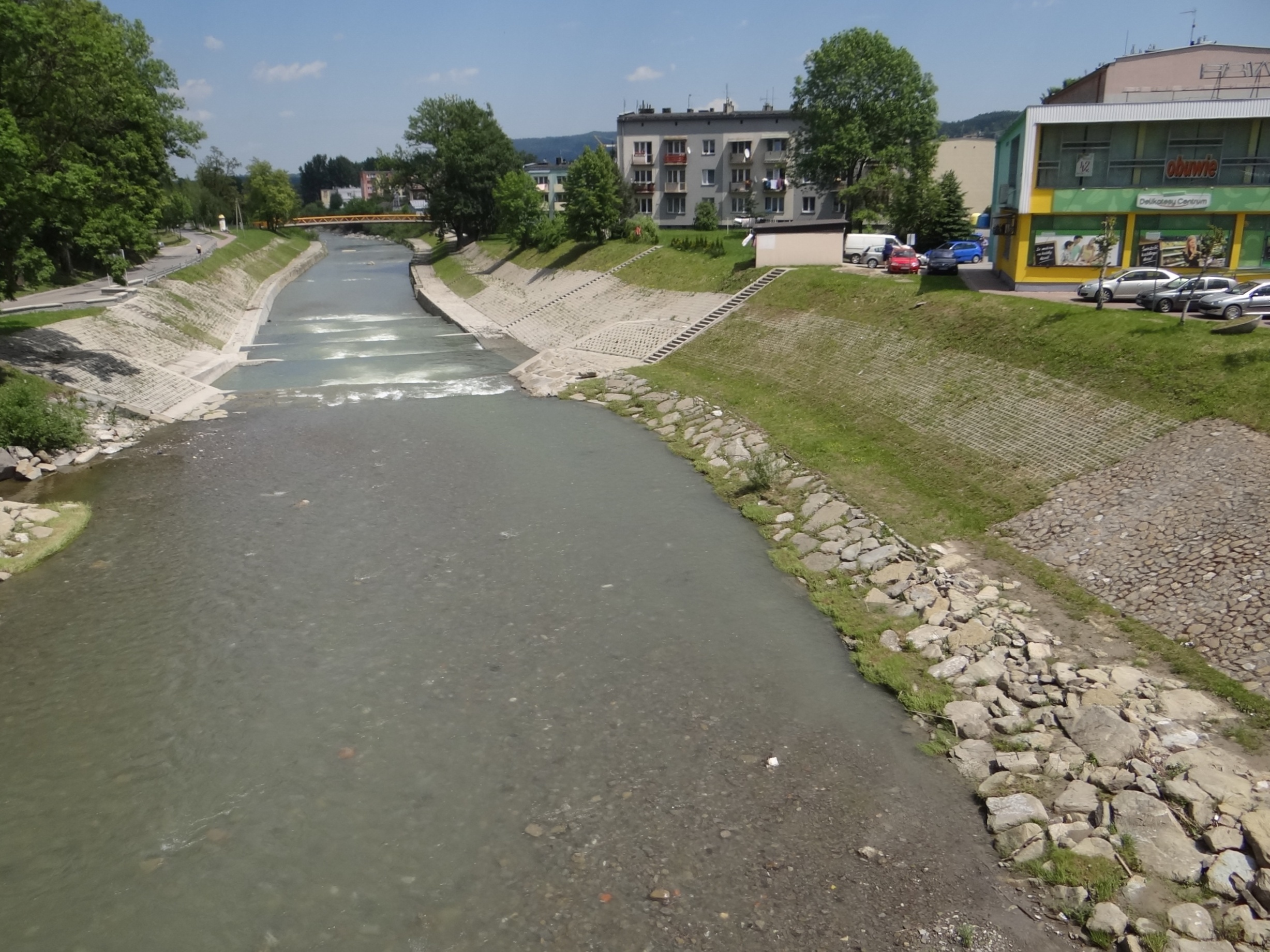
Біла в Грибові
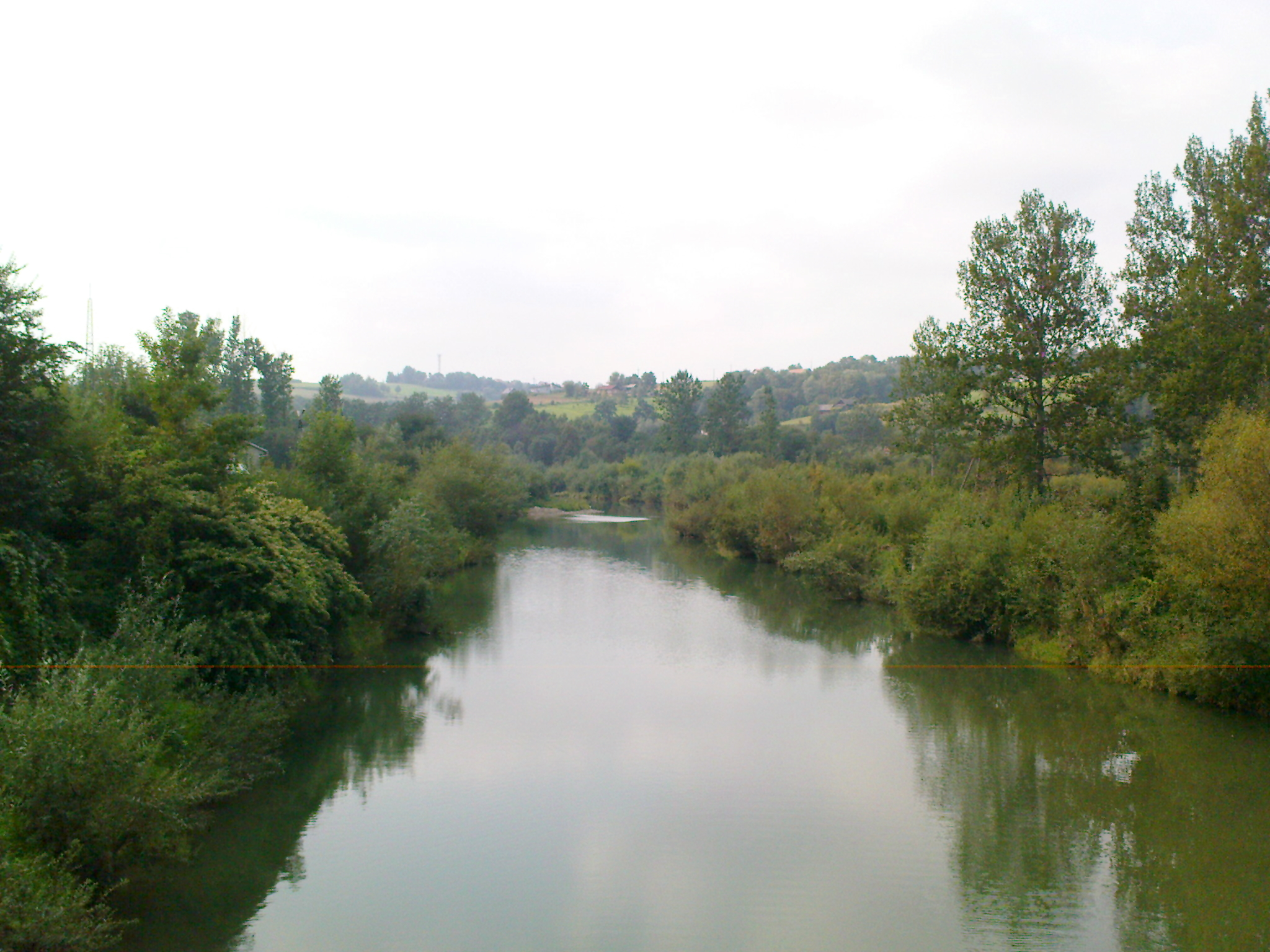
Біла на околиці Бобової
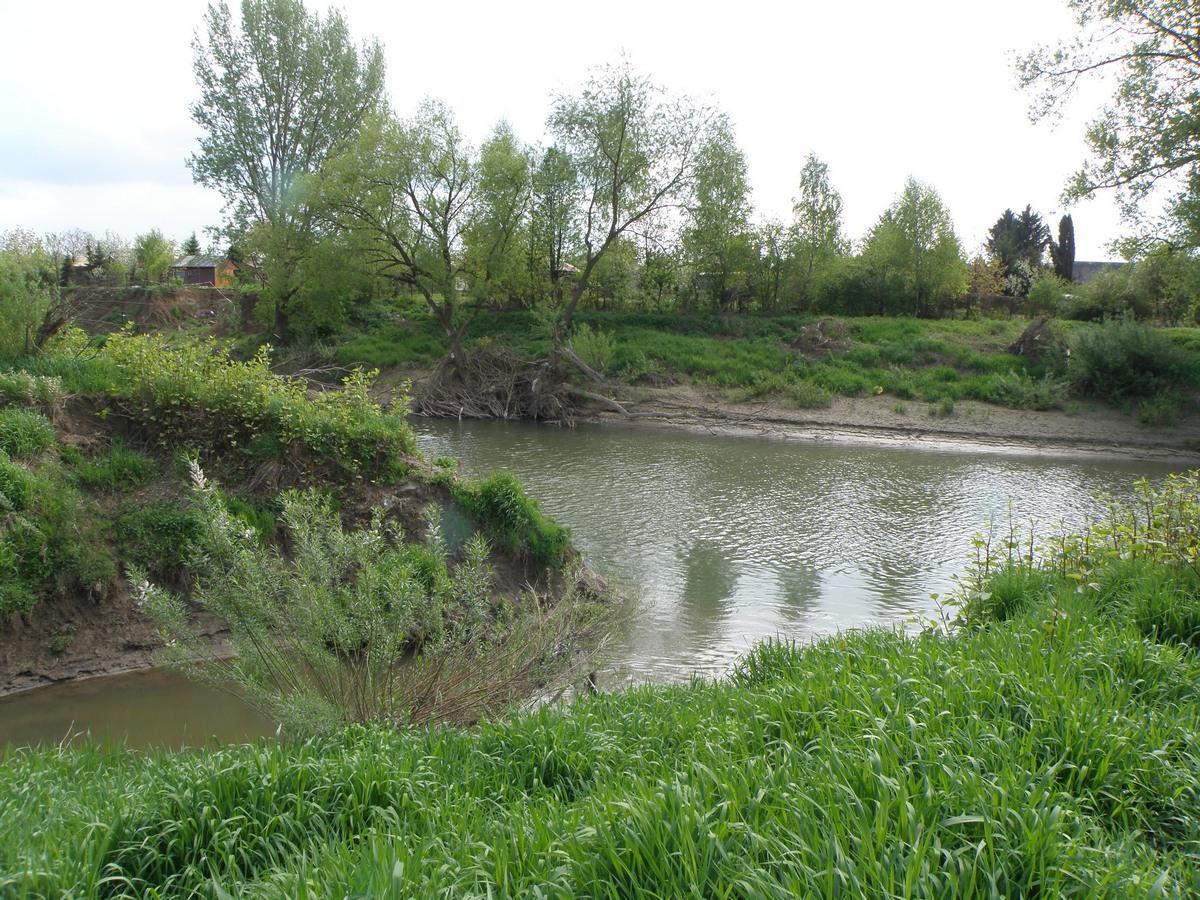
Гирло потоку Вонток у Тарнові
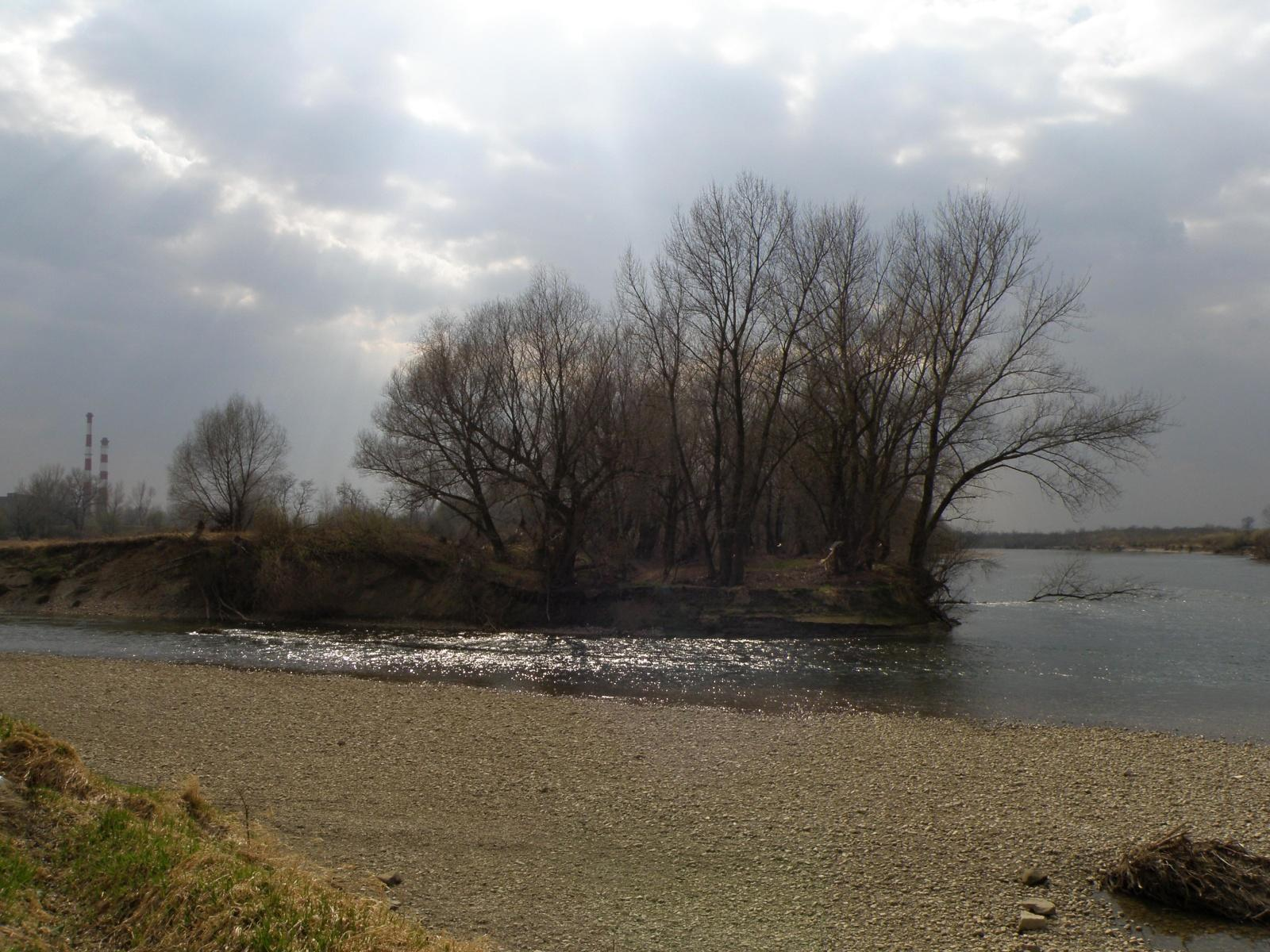
Гирло Білої до Дунайця